# Ivor Wood
Ivor Sydney Wood (ur. 4 maja 1932 w Leeds, zm. 13 października 2004 w Londynie) – angielsko-francuski animator, reżyser, producent i scenarzysta. Twórca seriali telewizyjnych dla dzieci.
Urodził się w Leeds, w mieszanej rodzinie francusko-angielskiej, która po II wojnie światowej przeniosła się w góry w pobliżu Lyonu we Francji. Studiował sztuki piękne w École des Beaux Arts. Pracował w agencji reklamowej w Paryżu, gdzie poznał Serge Danota. Razem stworzyli francuski serial Czarodziejska karuzela, którego Wood był animatorem.
Po sukcesie Czarodziejskiej karuzeli w Wielkiej Brytanii, Wood nawiązał współpracę z londyńskim studiem animacji FilmFair. Był zarówno animatorem, jak i reżyserem wielu animowanych programów dla dzieci, począwszy od The Herbs w 1968 roku. W latach 70. animował i reżyserował seriale Simon w krainie rysunków, Kapeluszowe miasteczko, Adventures of Parsley, Wombles i Miś Paddington.
W 1975 założył wraz z żoną Josiane wytwórnię Woodland Animations, która produkowała animowane seriale poklatkowe dla BBC. W wytwórni wyprodukowano szereg seriali, z których najwcześniejszym i najpopularniejszym był Listonosz Pat. W wytwórni Woodland Animations powstały seriale animowane:
- Listonosz Pat (1981–1996)
- Gran (1983)
- Berta (1985–1986)
- Charlie Chalk (1988–1989)